# Швейцарский фонд по противоминной деятельности
Швейцарский фонд по противоминной деятельности (фр. Fondation Suisse de Déminage, сокр. FSD) — гуманитарная неправительственная организация, основанная в 1997 году в Женеве. Швейцарский фонд по противоминной деятельности специализируются на ликвидации опасных последствий войны, таких, как мины, неразорвавшиеся артиллерийские и танковые снаряды, авиабомбы, а также всех остальных типов неразорвавшихся военных боеприпасов. ШФПМД не является политической, религиозной или государственной организацией.

## Цели
Главное направление деятельности Швейцарского фонда по противоминной деятельности — поиск и уничтожении мин и неразорвавшихся боеприпасов для предотвращения несчастных случаев. Главной целью ШФПМД является смягчение и уменьшение социальных, экономических и экологических последствий мин и неразорвавшихся боеприпасов, создавая тем самым благоприятные условия для восстановления и развития стран, пострадавших от военных конфликтов.

#### Во время военных конфликтов
Гуманитарная помощь зачастую является единственной «дорогой жизни» для тысяч людей, борющихся за выживание. Профессиональные поставки гуманитарной помощи, доступ к получателям помощи, а также безопасность гуманитарных организаций и их сотрудников являются важнейшими составляющими «дороги жизни». ШФПМД предоставляет профессиональные знания, опыт и помощь организациям-партнерам и другим гуманитарных организациям для выполнения экстренных гуманитарных операций.

#### В течение переходного этапа и восстановления после вооружённых конфликтов
Приоритетом для правительств и негосударственных субъектов, выходящих из насильственных конфликтов, является создание доверия, и поддержание мира в устойчивом состоянии. Это означает, что государственные органы и социальные учреждения должны репатриировать беженцев и оказывать гуманитарную помощь и в бывших зонах конфликта.
Наземные мины и другие взрывоопасные пережитки войны (ВПВ) часто препятствуют передвижению государственных служащих, политиков, репатриантов, персоналу агентств по оказанию помощи и развития. Наземные мины препятствуют этапам мирного строительства в послевоенном обществе и тем самым усугубляют угрозу возвращения к насильственным конфликтам.
Национальные выборы являются ещё одним важным фактором в деле примирения в постконфликтных странах. Правительствам необходима законность и они хотят как можно больше избирателей на избирательных участках. Многие избиратели, однако, могут участвовать в выборах, только если имеют безопасный доступ к избирательным участкам.

#### Во время экономического развития
Наземные мины и другие взрывоопасные пережитки войны продолжают угрожать, калечить и убивать без разбора ещё долго после окончания военных действий. Мины препятствуют постконфликтному восстановления и экономическому развитию. Разминирование необходимо проводить до того, как поля могут быть вспаханы и школы могут быть построены и для предоставления доступа к питьевой воде.

## Страны, где работает ШФПМД
Начиная с 1997 года ШФПМД проводил работы в 21 стране и в настоящее время участвует в осуществлении шести программ во всем мире (Армения,Таджикистан, Шри-Ланка, Пакистан, Афганистан, Судан и Филиппины). С 2001 года ШФПМД является резервным партнёром Всемирной продовольственной программы (МПП) и проводит совместную деятельность.

## ШФПМД во Франции
В 2005 году к Швейцарскому фонду по разминированию присоединился его французский партнёр, ШФПМД Франция. ШФПМД Франция — это независимая, нейтральная организация основана на основании французского Закона 1901: «Об общественных объединениях». Цель этой новой организации является расширение деятельности гуманитарного разминирования ШФПМД на другие сферы, такие как информирование о минной опасности (ИМО) и помощь жертвам, пострадавшим от мин. А также Реализация проектов в рамках мандата Европейской комиссии и содействие противоминной деятельности во французской части говорить мира.